# Coupe de la Ligue japonaise de football 2023
Navigation
Coupe de la Ligue 2022 Coupe de la Ligue 2024
La coupe de la Ligue japonaise 2023 est la 31e édition de la Coupe de la Ligue japonaise, organisée par la J.League, elle oppose les 18 équipes de J.League 1 2023 et le 17e et 18e de J.League 1 2022 du 8 mars 2023 au octobre 2023.
Le vainqueur se qualifie pour la Coupe Levain.

## Format et calendrier

### Calendrier
Contrairement au dernières édition, les 18 équipes de la J.League 1 2023 et les deux meilleures équipes reléguées de la J.League 1 2022 débute en même temps au niveau des phases de Groupes en raison du changement de calendrier de la Ligue des champions de l'AFC, car il adoptera le format du calendrier automne-printemps.
Vingt équipes disputeront la phase de groupes, réparties en cinq groupes de quatre équipes. Chaque vainqueur de groupe et les trois meilleurs deuxièmes se qualifieront pour les quarts de finale et pour la phase à élimination directe le but à l'extérieur est abolie.
| Nom                         | Dates aller | Dates retour | Équipes participantes | Équipes gagnantes |
| --------------------------- | ----------- | ------------ | --------------------- | ----------------- |
| Phase de groupes            |             |              |                       |                   |
| Journées 1                  | 8 mars      | 8 mars       | 20                    | 20                |
| Journées 2                  | 26 mars     | 26 mars      | 20                    | 20                |
| Journées 3                  | 5 avril     | 5 avril      | 20                    | 20                |
| Journées 4                  | 19 avril    | 19 avril     | 20                    | 20                |
| Journées 5                  | 24 mai      | 24 mai       | 20                    | 20                |
| Journées 6                  | 18 juin     | 18 juin      | 20                    | 8                 |
| Phase à élimination directe |             |              |                       |                   |
| Quarts de finale            | 6 septembre | 10 septembre | 8                     | 4                 |
| Demi-finale                 | 11 octobre  | 15 octobre   | 4                     | 2                 |
| Finale                      | octobre     | octobre      | 2                     | 1                 |

### Participants
| Clubs de J.League 1 (18)     |
| arrivent en Phase de groupes |
| ---------------------------- |
| Yokohama F. Marinos          |
| Kawasaki Frontale            |
| Sanfrecce Hiroshima T        |
| Kashima Antlers              |
| Cerezo Osaka                 |
| FC Tokyo                     |
| Kashiwa Reysol               |
| Nagoya Grampus               |
| Urawa Red Diamonds           |
| Hokkaido Consadole Sapporo   |
| Sagan Tosu                   |
| Shonan Bellmare              |
| Vissel Kobe                  |
| Avispa Fukuoka               |
| Gamba Osaka                  |
| Kyoto Sanga                  |
| Albirex Niigata              |
| Yokohama FC                  |
| Clubs de J.League 2 (2)      |
| arrivent en Phase de groupes |
| Shimizu S-Pulse              |
| Júbilo Iwata                 |

## Phase de groupes

### Groupe A
| Rang | Équipe                     | Pts | J | G | N | P | Bp | Bc | Diff |  | Résultats (▼ dom., ► ext.) | YOK | SAP | IWA | TOS |
| ---- | -------------------------- | --- | - | - | - | - | -- | -- | ---- |  | -------------------------- | --- | --- | --- | --- |
| 1    | Yokohama F. Marinos        | 15  | 6 | 5 | 0 | 1 | 14 | 5  | +9   |  | Yokohama F. Marinos        |     | 2-1 | 1-0 | 6-1 |
| 2    | Hokkaido Consadole Sapporo | 10  | 6 | 3 | 1 | 2 | 13 | 10 | +3   |  | Hokkaido Consadole Sapporo | 3-2 |     | 2-3 | 4-1 |
| 3    | Júbilo Iwata               | 6   | 6 | 2 | 0 | 4 | 8  | 9  | -1   |  | Júbilo Iwata               | 0-1 | 2-3 |     | 1-2 |
| 4    | Sagan Tosu                 | 4   | 6 | 1 | 1 | 4 | 4  | 15 | -11  |  | Sagan Tosu                 | 0-2 | 0-0 | 0-2 |     |

| 1re journée                 | Yokohama F. Marinos | 1 - 0   | Júbilo Iwata             |                                                                                                 |                                                                                                 |
| 8 mars 2023 19h00 UTC+09:00 | Suzuki 49e (csc)    | (0 - 0) |                          | NHK Spring Mitsuzawa Football Stadium, Yokohama Spectateurs : 7 077 Arbitrage : Yoshiro Imamura | NHK Spring Mitsuzawa Football Stadium, Yokohama Spectateurs : 7 077 Arbitrage : Yoshiro Imamura |
| 8 mars 2023 19h00 UTC+09:00 |                     | Rapport | 5e Nakagawa · 33e Suzuki | NHK Spring Mitsuzawa Football Stadium, Yokohama Spectateurs : 7 077 Arbitrage : Yoshiro Imamura | NHK Spring Mitsuzawa Football Stadium, Yokohama Spectateurs : 7 077 Arbitrage : Yoshiro Imamura |

| 1re journée                 | Sagan Tosu                                                                              | 0 - 0   | Hokkaido Consadole Sapporo |                                                                 |                                                                 |
| 8 mars 2023 19h00 UTC+09:00 |                                                                                         | (0 - 0) |                            | Stade de Tosu, Tosu Spectateurs : 4 002 Arbitrage : Jumpei Iida | Stade de Tosu, Tosu Spectateurs : 4 002 Arbitrage : Jumpei Iida |
| 8 mars 2023 19h00 UTC+09:00 | Tashiro 2e · Narahara 10e · Akumu 37e · Harada 69e · Shimakawa 72e, 90+1e · Iwasaki 77e | Rapport | 89e Kobayashi              | Stade de Tosu, Tosu Spectateurs : 4 002 Arbitrage : Jumpei Iida | Stade de Tosu, Tosu Spectateurs : 4 002 Arbitrage : Jumpei Iida |

| 2e journée                   | Júbilo Iwata             | 2 - 3   | Hokkaido Consadole Sapporo                                        |                                                                  |                                                                  |
| 25 mars 2023 14h00 UTC+09:00 | Fujiwara 67e · Ogawa 73e | (0 - 0) | 50e Tanaka · 56e Kaneko · 90+8e Tučić                             | Stade Yamaha, Iwata Spectateurs : 4 658 Arbitrage : Shu Kawamata | Stade Yamaha, Iwata Spectateurs : 4 658 Arbitrage : Shu Kawamata |
| 25 mars 2023 14h00 UTC+09:00 |                          | Rapport | 36e Nakamura · 39e Suga · 65e Kobayashi · 69e Nishino · 74e Arano | Stade Yamaha, Iwata Spectateurs : 4 658 Arbitrage : Shu Kawamata | Stade Yamaha, Iwata Spectateurs : 4 658 Arbitrage : Shu Kawamata |

| 2e journée                   | Sagan Tosu                  | 0 - 2   | Yokohama F. Marinos     |                                                                      |                                                                      |
| 26 mars 2023 15h00 UTC+09:00 |                             | (0 - 0) | 79e Uenaka · 86e Yoshio | Stade de Tosu, Tosu Spectateurs : 6 615 Arbitrage : Yuichi Nishimura | Stade de Tosu, Tosu Spectateurs : 6 615 Arbitrage : Yuichi Nishimura |
| 26 mars 2023 15h00 UTC+09:00 | Narahara 31e · Sakamoto 56e | Rapport |                         | Stade de Tosu, Tosu Spectateurs : 6 615 Arbitrage : Yuichi Nishimura | Stade de Tosu, Tosu Spectateurs : 6 615 Arbitrage : Yuichi Nishimura |

| 3e journée                   | Yokohama F. Marinos          | 2 - 1   | Hokkaido Consadole Sapporo |                                                                                              |                                                                                              |
| 5 avril 2023 19h00 UTC+09:00 | Júnior 10e · Nishi 26e (csc) | (2 - 1) | 6e Nakashima               | NHK Spring Mitsuzawa Football Stadium, Yokohama Spectateurs : 6 269 Arbitrage : Takuto Okabe | NHK Spring Mitsuzawa Football Stadium, Yokohama Spectateurs : 6 269 Arbitrage : Takuto Okabe |
| 5 avril 2023 19h00 UTC+09:00 | Murakami 89e                 | Rapport | 27e Nakashima              | NHK Spring Mitsuzawa Football Stadium, Yokohama Spectateurs : 6 269 Arbitrage : Takuto Okabe | NHK Spring Mitsuzawa Football Stadium, Yokohama Spectateurs : 6 269 Arbitrage : Takuto Okabe |

| 3e journée                   | Júbilo Iwata | 1 - 2   | Sagan Tosu              |                                                                     |                                                                     |
| 5 avril 2023 19h00 UTC+09:00 | Ogawa 81e    | (0 - 1) | 6e Akumu · 86e Kabayama | Stade Yamaha, Iwata Spectateurs : 2 769 Arbitrage : Hiroyuki Kimura | Stade Yamaha, Iwata Spectateurs : 2 769 Arbitrage : Hiroyuki Kimura |
| 5 avril 2023 19h00 UTC+09:00 |              | Rapport | 90+1e Kikuchi           | Stade Yamaha, Iwata Spectateurs : 2 769 Arbitrage : Hiroyuki Kimura | Stade Yamaha, Iwata Spectateurs : 2 769 Arbitrage : Hiroyuki Kimura |

| 4e journée                    | Hokkaido Consadole Sapporo             | 4 - 1   | Sagan Tosu                  |                                                                        |                                                                        |
| 19 avril 2023 19h00 UTC+09:00 | Sarachat 8e 53e · Suga 57e · Tučić 83e | (1 - 1) | 23e Ono                     | Sapporo Dome, Sapporo Spectateurs : 4 439 Arbitrage : Futoshi Nakamura | Sapporo Dome, Sapporo Spectateurs : 4 439 Arbitrage : Futoshi Nakamura |
| 19 avril 2023 19h00 UTC+09:00 |                                        | Rapport | 21e Sakamoto · 90+3e Kawata | Sapporo Dome, Sapporo Spectateurs : 4 439 Arbitrage : Futoshi Nakamura | Sapporo Dome, Sapporo Spectateurs : 4 439 Arbitrage : Futoshi Nakamura |

| 4e journée                    | Júbilo Iwata | 0 - 1   | Yokohama F. Marinos   |                                                               |                                                               |
| 19 avril 2023 19h00 UTC+09:00 |              | (0 - 1) | 7e Matheus            | Stade Yamaha, Iwata Spectateurs : 3 526 Arbitrage : Koei Koya | Stade Yamaha, Iwata Spectateurs : 3 526 Arbitrage : Koei Koya |
| 19 avril 2023 19h00 UTC+09:00 |              | Rapport | 33e Inoue · 81e Koike | Stade Yamaha, Iwata Spectateurs : 3 526 Arbitrage : Koei Koya | Stade Yamaha, Iwata Spectateurs : 3 526 Arbitrage : Koei Koya |

| 5e journée                  | Hokkaido Consadole Sapporo           | 3 - 2   | Yokohama F. Marinos            |                                                                    |                                                                    |
| 24 mai 2023 19h00 UTC+09:00 | Fernandes 57e · Tučić 65e · Aoki 84e | (0 - 0) | 49e Matsubara · 76e Sakakibara | Sapporo Dome, Sapporo Spectateurs : 5 923 Arbitrage : Ryo Tanimoto | Sapporo Dome, Sapporo Spectateurs : 5 923 Arbitrage : Ryo Tanimoto |
| 24 mai 2023 19h00 UTC+09:00 | Nakamura 40e · Fukai 45+3e           | Rapport |                                | Sapporo Dome, Sapporo Spectateurs : 5 923 Arbitrage : Ryo Tanimoto | Sapporo Dome, Sapporo Spectateurs : 5 923 Arbitrage : Ryo Tanimoto |

| 5e journée                  | Sagan Tosu | 0 - 2   | Júbilo Iwata              |                                                                   |                                                                   |
| 24 mai 2023 19h00 UTC+09:00 |            | (0 - 1) | 32e González · 76e Kaneko | Stade de Tosu, Tosu Spectateurs : 3 753 Arbitrage : Hajime Matsuo | Stade de Tosu, Tosu Spectateurs : 3 753 Arbitrage : Hajime Matsuo |
| 24 mai 2023 19h00 UTC+09:00 | Akumu 83e  | Rapport | 7e Ogawa · 84e Fujiwara   | Stade de Tosu, Tosu Spectateurs : 3 753 Arbitrage : Hajime Matsuo | Stade de Tosu, Tosu Spectateurs : 3 753 Arbitrage : Hajime Matsuo |

| 6e journée                   | Hokkaido Consadole Sapporo      | 2 - 3   | Júbilo Iwata                               |                                                                       |                                                                       |
| 18 juin 2023 18h00 UTC+09:00 | Fernandes 2e · Fukai 73e (pen.) | (1 - 0) | 61e Yamamoto · 81e Nakagawa · 85e Furukawa | Sapporo Dome, Sapporo Spectateurs : 10 146 Arbitrage : Hayato Shimizu | Sapporo Dome, Sapporo Spectateurs : 10 146 Arbitrage : Hayato Shimizu |
| 18 juin 2023 18h00 UTC+09:00 | Fukumori 51e                    | Rapport | 70e Nakagawa                               | Sapporo Dome, Sapporo Spectateurs : 10 146 Arbitrage : Hayato Shimizu | Sapporo Dome, Sapporo Spectateurs : 10 146 Arbitrage : Hayato Shimizu |

| 6e journée                   | Yokohama F. Marinos                                               | 6 - 1   | Sagan Tosu   |                                                                                               |                                                                                               |
| 18 juin 2023 18h00 UTC+09:00 | Nishimura 24e (pen.) · Miyaichi 67e · Uenaka 68e 89e · Yoshio 72e | (1 - 0) | 90+3e Suzuki | NHK Spring Mitsuzawa Football Stadium, Yokohama Spectateurs : 6 939 Arbitrage : Koji Takasaki | NHK Spring Mitsuzawa Football Stadium, Yokohama Spectateurs : 6 939 Arbitrage : Koji Takasaki |
| 18 juin 2023 18h00 UTC+09:00 | Nagato 10e, 80e · Matheus 44e                                     | Rapport | 24e Sakamoto | NHK Spring Mitsuzawa Football Stadium, Yokohama Spectateurs : 6 939 Arbitrage : Koji Takasaki | NHK Spring Mitsuzawa Football Stadium, Yokohama Spectateurs : 6 939 Arbitrage : Koji Takasaki |

### Groupe B
| Rang | Équipe             | Pts | J | G | N | P | Bp | Bc | Diff |  | Résultats (▼ dom., ► ext.) | URA | SHI | KAW | BEL |
| ---- | ------------------ | --- | - | - | - | - | -- | -- | ---- |  | -------------------------- | --- | --- | --- | --- |
| 1    | Urawa Red Diamonds | 8   | 6 | 1 | 5 | 0 | 5  | 4  | +1   |  | Urawa Red Diamonds         |     | 1-1 | 2-1 | 1-1 |
| 2    | Shimizu S-Pulse    | 8   | 6 | 2 | 2 | 2 | 8  | 15 | -7   |  | Shimizu S-Pulse            | 1-1 |     | 3-2 | 3-2 |
| 3    | Kawasaki Frontale  | 8   | 6 | 2 | 2 | 2 | 12 | 7  | +5   |  | Kawasaki Frontale          | 0-0 | 6-0 |     | 0-0 |
| 4    | Shonan Bellmare    | 6   | 6 | 1 | 3 | 2 | 8  | 7  | +1   |  | Shonan Bellmare            | 0-0 | 3-0 | 2-3 |     |

| 1re journée                 | Shonan Bellmare | 0 - 0   | Urawa Red Diamonds           |                                                                                       |                                                                                       |
| 8 mars 2023 19h00 UTC+09:00 |                 | (0 - 0) |                              | Stade Lemon Gas Hiratsuka, Hiratsuka Spectateurs : 8 856 Arbitrage : Futoshi Nakamura | Stade Lemon Gas Hiratsuka, Hiratsuka Spectateurs : 8 856 Arbitrage : Futoshi Nakamura |
| 8 mars 2023 19h00 UTC+09:00 |                 | Rapport | 10e Shibato · 90+3e Mawatari | Stade Lemon Gas Hiratsuka, Hiratsuka Spectateurs : 8 856 Arbitrage : Futoshi Nakamura | Stade Lemon Gas Hiratsuka, Hiratsuka Spectateurs : 8 856 Arbitrage : Futoshi Nakamura |

| 1re journée                 | Shimizu S-Pulse                     | 3 - 2   | Kawasaki Frontale                     |                                                                                 |                                                                                 |
| 8 mars 2023 19h00 UTC+09:00 | Oh 6e · Shirasaki 7e · Nakayama 70e | (2 - 0) | 67e Songkrasin · 82e (pen.) Miyashiro | Stade du parc Nihondaira, Shizuoka Spectateurs : 6 900 Arbitrage : Shu Kawamata | Stade du parc Nihondaira, Shizuoka Spectateurs : 6 900 Arbitrage : Shu Kawamata |
| 8 mars 2023 19h00 UTC+09:00 |                                     | Rapport | 65e Seko                              | Stade du parc Nihondaira, Shizuoka Spectateurs : 6 900 Arbitrage : Shu Kawamata | Stade du parc Nihondaira, Shizuoka Spectateurs : 6 900 Arbitrage : Shu Kawamata |

| 2e journée                   | Urawa Red Diamonds | 1 - 1   | Shimizu S-Pulse |                                                                        |                                                                        |
| 26 mars 2023 15h00 UTC+09:00 | Linssen 38e        | (1 - 0) | 71e Kololli     | Stade Urawa Komaba, Saitama Spectateurs : 10 125 Arbitrage : Koei Koya | Stade Urawa Komaba, Saitama Spectateurs : 10 125 Arbitrage : Koei Koya |
| 26 mars 2023 15h00 UTC+09:00 | Rapport            |         |                 | Stade Urawa Komaba, Saitama Spectateurs : 10 125 Arbitrage : Koei Koya | Stade Urawa Komaba, Saitama Spectateurs : 10 125 Arbitrage : Koei Koya |

| 2e journée                   | Kawasaki Frontale | 0 - 0   | Shonan Bellmare        |                                                                                          |                                                                                          |
| 26 mars 2023 15h00 UTC+09:00 |                   | (0 - 0) |                        | Stade d'athlétisme de Todoroki, Kawasaki Spectateurs : 14 967 Arbitrage : Thomas Bramall | Stade d'athlétisme de Todoroki, Kawasaki Spectateurs : 14 967 Arbitrage : Thomas Bramall |
| 26 mars 2023 15h00 UTC+09:00 |                   | Rapport | 55e Nakano · 82e Tachi | Stade d'athlétisme de Todoroki, Kawasaki Spectateurs : 14 967 Arbitrage : Thomas Bramall | Stade d'athlétisme de Todoroki, Kawasaki Spectateurs : 14 967 Arbitrage : Thomas Bramall |

| 3e journée                   | Kawasaki Frontale | 0 - 0   | Urawa Red Diamonds |                                                                                        |                                                                                        |
| 5 avril 2023 19h00 UTC+09:00 |                   | (0 - 0) |                    | Stade d'athlétisme de Todoroki, Kawasaki Spectateurs : 18 332 Arbitrage : Shu Kawamata | Stade d'athlétisme de Todoroki, Kawasaki Spectateurs : 18 332 Arbitrage : Shu Kawamata |
| 5 avril 2023 19h00 UTC+09:00 |                   | Rapport | 72e Schalk         | Stade d'athlétisme de Todoroki, Kawasaki Spectateurs : 18 332 Arbitrage : Shu Kawamata | Stade d'athlétisme de Todoroki, Kawasaki Spectateurs : 18 332 Arbitrage : Shu Kawamata |

| 3e journée                   | Shonan Bellmare             | 3 - 0   | Shimizu S-Pulse |                                                                                        |                                                                                        |
| 5 avril 2023 19h00 UTC+09:00 | Suzuki 21e · Yamada 40e 51e | (2 - 0) |                 | Stade Lemon Gas Hiratsuka, Hiratsuka Spectateurs : 7 204 Arbitrage : Takafumi Mikuriya | Stade Lemon Gas Hiratsuka, Hiratsuka Spectateurs : 7 204 Arbitrage : Takafumi Mikuriya |
| 5 avril 2023 19h00 UTC+09:00 | Okamoto 7e                  | Rapport |                 | Stade Lemon Gas Hiratsuka, Hiratsuka Spectateurs : 7 204 Arbitrage : Takafumi Mikuriya | Stade Lemon Gas Hiratsuka, Hiratsuka Spectateurs : 7 204 Arbitrage : Takafumi Mikuriya |

| 4e journée                    | Kawasaki Frontale                                         | 6 - 0   | Shimizu S-Pulse |                                                                                          |                                                                                          |
| 19 avril 2023 19h00 UTC+09:00 | Tono 13e 16e · Kurumaya 58e · Seko 69e · Wakizaka 84e 89e | (2 - 0) |                 | Stade d'athlétisme de Todoroki, Kawasaki Spectateurs : 15 081 Arbitrage : Keigo Sendachi | Stade d'athlétisme de Todoroki, Kawasaki Spectateurs : 15 081 Arbitrage : Keigo Sendachi |
| 19 avril 2023 19h00 UTC+09:00 | Schmidt 61e                                               | Rapport | 53e Kololli     | Stade d'athlétisme de Todoroki, Kawasaki Spectateurs : 15 081 Arbitrage : Keigo Sendachi | Stade d'athlétisme de Todoroki, Kawasaki Spectateurs : 15 081 Arbitrage : Keigo Sendachi |

| 4e journée                    | Urawa Red Diamonds | 1 - 1   | Shonan Bellmare            |                                                                              |                                                                              |
| 19 avril 2023 19h30 UTC+09:00 | Hayakawa 43e       | (1 - 1) | 3e Yamada                  | Stade Saitama 2002, Saitama Spectateurs : 11 222 Arbitrage : Hiroki Kasahara | Stade Saitama 2002, Saitama Spectateurs : 11 222 Arbitrage : Hiroki Kasahara |
| 19 avril 2023 19h30 UTC+09:00 | Iwanami 69e        | Rapport | 48e Okamoto · 87e Yamamoto | Stade Saitama 2002, Saitama Spectateurs : 11 222 Arbitrage : Hiroki Kasahara | Stade Saitama 2002, Saitama Spectateurs : 11 222 Arbitrage : Hiroki Kasahara |

| 5e journée                  | Shimizu S-Pulse                                    | 3 - 2   | Shonan Bellmare           |                                                                                  |                                                                                  |
| 24 mai 2023 19h00 UTC+09:00 | Kishimoto 28e · Kololli 42e · Santana 81e          | (2 - 0) | 64e Suzuki · 67e Hiraoka  | Stade du parc Nihondaira, Shizuoka Spectateurs : 4 574 Arbitrage : Koji Takasaki | Stade du parc Nihondaira, Shizuoka Spectateurs : 4 574 Arbitrage : Koji Takasaki |
| 24 mai 2023 19h00 UTC+09:00 | Kitagawa 31e · Kitazume 85e · Santana 86e · Oh 88e | Rapport | 14e Matsumura · 77e Tachi | Stade du parc Nihondaira, Shizuoka Spectateurs : 4 574 Arbitrage : Koji Takasaki | Stade du parc Nihondaira, Shizuoka Spectateurs : 4 574 Arbitrage : Koji Takasaki |

| 5e journée                  | Urawa Red Diamonds            | 2 - 1   | Kawasaki Frontale       |                                                                                |                                                                                |
| 24 mai 2023 19h30 UTC+09:00 | Kanté 51e · Schmidt 89e (csc) | (0 - 1) | 3e Segawa               | Stade Saitama 2002, Saitama Spectateurs : 12 366 Arbitrage : Yoshimi Yamashita | Stade Saitama 2002, Saitama Spectateurs : 12 366 Arbitrage : Yoshimi Yamashita |
| 24 mai 2023 19h30 UTC+09:00 |                               | Rapport | 47e Kozuka · 88e Ienaga | Stade Saitama 2002, Saitama Spectateurs : 12 366 Arbitrage : Yoshimi Yamashita | Stade Saitama 2002, Saitama Spectateurs : 12 366 Arbitrage : Yoshimi Yamashita |

| 6e journée                   | Shonan Bellmare | 2 - 3   | Kawasaki Frontale                  |                                                                                 |                                                                                 |
| 18 juin 2023 18h00 UTC+09:00 | Ohashi 6e 59e   | (1 - 0) | 73e Seko · 88e Yamada · 90+4e Tono | Stade Lemon Gas Hiratsuka, Hiratsuka Spectateurs : 10 374 Arbitrage : Koei Koya | Stade Lemon Gas Hiratsuka, Hiratsuka Spectateurs : 10 374 Arbitrage : Koei Koya |
| 18 juin 2023 18h00 UTC+09:00 |                 | Rapport | 85e Sagawa                         | Stade Lemon Gas Hiratsuka, Hiratsuka Spectateurs : 10 374 Arbitrage : Koei Koya | Stade Lemon Gas Hiratsuka, Hiratsuka Spectateurs : 10 374 Arbitrage : Koei Koya |

| 6e journée                   | Shimizu S-Pulse | 1 - 1   | Urawa Red Diamonds |                                                                                        |                                                                                        |
| 18 juin 2023 18h00 UTC+09:00 | Kitagawa 33e    | (1 - 0) | 49e Akimoto        | Stade du parc Nihondaira, Shizuoka Spectateurs : 10 229 Arbitrage : Koichiro Fukushima | Stade du parc Nihondaira, Shizuoka Spectateurs : 10 229 Arbitrage : Koichiro Fukushima |
| 18 juin 2023 18h00 UTC+09:00 | Kitagawa 56e    | Rapport |                    | Stade du parc Nihondaira, Shizuoka Spectateurs : 10 229 Arbitrage : Koichiro Fukushima | Stade du parc Nihondaira, Shizuoka Spectateurs : 10 229 Arbitrage : Koichiro Fukushima |

### Groupe C
| Rang | Équipe              | Pts | J | G | N | P | Bp | Bc | Diff |  | Résultats (▼ dom., ► ext.) | NAG | HIR | KOB | YFC |
| ---- | ------------------- | --- | - | - | - | - | -- | -- | ---- |  | -------------------------- | --- | --- | --- | --- |
| 1    | Nagoya Grampus      | 15  | 6 | 5 | 0 | 1 | 11 | 5  | +6   |  | Nagoya Grampus             |     | 2-1 | 3-2 | 0-1 |
| 2    | Sanfrecce Hiroshima | 9   | 6 | 3 | 0 | 3 | 12 | 7  | +5   |  | Sanfrecce Hiroshima        | 1-2 |     | 3-1 | 2-1 |
| 4    | Yokohama FC         | 6   | 6 | 2 | 0 | 4 | 7  | 10 | -3   |  | Yokohama FC                | 0-2 | 1-0 |     | 0-1 |
| 3    | Vissel Kobe         | 6   | 6 | 2 | 0 | 4 | 4  | 12 | -8   |  | Vissel Kobe                | 0-2 | 0-5 | 1-3 |     |

| 1re journée                 | Vissel Kobe              | 0 - 2   | Nagoya Grampus |                                                                         |                                                                         |
| 8 mars 2023 19h00 UTC+09:00 |                          | (0 - 1) | 23e 75e Sakai  | Stade du parc Misaki, Kobe Spectateurs : 4 084 Arbitrage : Yusuke Araki | Stade du parc Misaki, Kobe Spectateurs : 4 084 Arbitrage : Yusuke Araki |
| 8 mars 2023 19h00 UTC+09:00 | Hatsuse 47e · Sasaki 59e | Rapport |                | Stade du parc Misaki, Kobe Spectateurs : 4 084 Arbitrage : Yusuke Araki | Stade du parc Misaki, Kobe Spectateurs : 4 084 Arbitrage : Yusuke Araki |

| 1re journée                 | Sanfrecce Hiroshima                         | 3 - 1   | Yokohama FC       |                                                                                     |                                                                                     |
| 8 mars 2023 19h00 UTC+09:00 | Mitsuta 75e · Sasaki 80e · Sugita 88e (csc) | (0 - 0) | 59e Caprini Pinto | Grande Arche d'Hiroshima, Hiroshima Spectateurs : 5 249 Arbitrage : Tetsuro Yoshida | Grande Arche d'Hiroshima, Hiroshima Spectateurs : 5 249 Arbitrage : Tetsuro Yoshida |
| 8 mars 2023 19h00 UTC+09:00 | Sumiyoshi 62e                               | Rapport | 14e Nishiyama     | Grande Arche d'Hiroshima, Hiroshima Spectateurs : 5 249 Arbitrage : Tetsuro Yoshida | Grande Arche d'Hiroshima, Hiroshima Spectateurs : 5 249 Arbitrage : Tetsuro Yoshida |

| 2e journée                   | Yokohama FC                             | 0 - 1   | Vissel Kobe |                                                                                                 |                                                                                                 |
| 26 mars 2023 14h00 UTC+09:00 |                                         | (0 - 0) | 85e Osako   | NHK Spring Mitsuzawa Football Stadium, Yokohama Spectateurs : 3 813 Arbitrage : Yoshiro Imamura | NHK Spring Mitsuzawa Football Stadium, Yokohama Spectateurs : 3 813 Arbitrage : Yoshiro Imamura |
| 26 mars 2023 14h00 UTC+09:00 | Hashimoto 55e · Lara 70e · Moraes 90+4e | Rapport |             | NHK Spring Mitsuzawa Football Stadium, Yokohama Spectateurs : 3 813 Arbitrage : Yoshiro Imamura | NHK Spring Mitsuzawa Football Stadium, Yokohama Spectateurs : 3 813 Arbitrage : Yoshiro Imamura |

| 2e journée                   | Sanfrecce Hiroshima | 1 - 2   | Nagoya Grampus            |                                                                                     |                                                                                     |
| 26 mars 2023 14h00 UTC+09:00 | Kawamura 29e        | (1 - 0) | 61e Morishita · 63e Nagai | Grande Arche d'Hiroshima, Hiroshima Spectateurs : 8 807 Arbitrage : Hiroyuki Kimura | Grande Arche d'Hiroshima, Hiroshima Spectateurs : 8 807 Arbitrage : Hiroyuki Kimura |
| 26 mars 2023 14h00 UTC+09:00 | Shibasaki 56e       | Rapport |                           | Grande Arche d'Hiroshima, Hiroshima Spectateurs : 8 807 Arbitrage : Hiroyuki Kimura | Grande Arche d'Hiroshima, Hiroshima Spectateurs : 8 807 Arbitrage : Hiroyuki Kimura |

| 3e journée                   | Vissel Kobe | 0 - 5   | Sanfrecce Hiroshima                                        |                                                                      |                                                                      |
| 5 avril 2023 19h00 UTC+09:00 |             | (0 - 1) | 31e Sasaki · 53e 70e Mitsuta · 60e Kawamura · 87e Yamasaki | Stade du parc Misaki, Kobe Spectateurs : 4 434 Arbitrage : Koei Koya | Stade du parc Misaki, Kobe Spectateurs : 4 434 Arbitrage : Koei Koya |
| 5 avril 2023 19h00 UTC+09:00 | Izumi 40e   | Rapport |                                                            | Stade du parc Misaki, Kobe Spectateurs : 4 434 Arbitrage : Koei Koya | Stade du parc Misaki, Kobe Spectateurs : 4 434 Arbitrage : Koei Koya |

| 3e journée                   | Nagoya Grampus                     | 3 - 2   | Yokohama FC            |                                                                       |                                                                       |
| 5 avril 2023 19h30 UTC+09:00 | Sakai 45+1e (pen.) 90e · Nagai 78e | (1 - 2) | 28e Nakamura · 42e Ito | Stade Toyota, Toyota Spectateurs : 6 465 Arbitrage : Atsushi Kamimura | Stade Toyota, Toyota Spectateurs : 6 465 Arbitrage : Atsushi Kamimura |
| 5 avril 2023 19h30 UTC+09:00 |                                    | Rapport | 45e Brodersen          | Stade Toyota, Toyota Spectateurs : 6 465 Arbitrage : Atsushi Kamimura | Stade Toyota, Toyota Spectateurs : 6 465 Arbitrage : Atsushi Kamimura |

| 4e journée                    | Yokohama FC   | 0 - 2   | Nagoya Grampus |                                                                                                 |                                                                                                 |
| 19 avril 2023 19h00 UTC+09:00 |               | (0 - 1) | 41e 52e Kida   | NHK Spring Mitsuzawa Football Stadium, Yokohama Spectateurs : 2 818 Arbitrage : Akihiko Ikeuchi | NHK Spring Mitsuzawa Football Stadium, Yokohama Spectateurs : 2 818 Arbitrage : Akihiko Ikeuchi |
| 19 avril 2023 19h00 UTC+09:00 | Hashimoto 84e | Rapport | 45+1e Yoshida  | NHK Spring Mitsuzawa Football Stadium, Yokohama Spectateurs : 2 818 Arbitrage : Akihiko Ikeuchi | NHK Spring Mitsuzawa Football Stadium, Yokohama Spectateurs : 2 818 Arbitrage : Akihiko Ikeuchi |

| 4e journée                    | Sanfrecce Hiroshima     | 2 - 1   | Vissel Kobe                                        |                                                                                 |                                                                                 |
| 19 avril 2023 19h00 UTC+09:00 | Sasaki 73e · Nakano 82e | (0 - 0) | 69e (pen.) Lincoln                                 | Grande Arche d'Hiroshima, Hiroshima Spectateurs : 5 877 Arbitrage : Jumpei Iida | Grande Arche d'Hiroshima, Hiroshima Spectateurs : 5 877 Arbitrage : Jumpei Iida |
| 19 avril 2023 19h00 UTC+09:00 | Takaaki Shichi 63e      | Rapport | 13e Thuler · 83e Saito · 86e Lincoln · 90+5e Osaki | Grande Arche d'Hiroshima, Hiroshima Spectateurs : 5 877 Arbitrage : Jumpei Iida | Grande Arche d'Hiroshima, Hiroshima Spectateurs : 5 877 Arbitrage : Jumpei Iida |

| 5e journée                  | Yokohama FC              | 1 - 0   | Sanfrecce Hiroshima         |                                                                                                 |                                                                                                 |
| 24 mai 2023 19h00 UTC+09:00 | Lara 29e                 | (1 - 0) |                             | NHK Spring Mitsuzawa Football Stadium, Yokohama Spectateurs : 2 754 Arbitrage : Hiroyuki Kimura | NHK Spring Mitsuzawa Football Stadium, Yokohama Spectateurs : 2 754 Arbitrage : Hiroyuki Kimura |
| 24 mai 2023 19h00 UTC+09:00 | Mita 90e · Takashito 90e | Rapport | 89e Kawamura · 90+5e Vieira | NHK Spring Mitsuzawa Football Stadium, Yokohama Spectateurs : 2 754 Arbitrage : Hiroyuki Kimura | NHK Spring Mitsuzawa Football Stadium, Yokohama Spectateurs : 2 754 Arbitrage : Hiroyuki Kimura |

| 5e journée                  | Nagoya Grampus | 0 - 1   | Vissel Kobe |                                                                  |                                                                  |
| 24 mai 2023 19h30 UTC+09:00 |                | (0 - 0) | 64e Lincoln | Stade Toyota, Toyota Spectateurs : 6 266 Arbitrage : Masuya Ueda | Stade Toyota, Toyota Spectateurs : 6 266 Arbitrage : Masuya Ueda |
| 24 mai 2023 19h30 UTC+09:00 |                | Rapport | 41e Samper  | Stade Toyota, Toyota Spectateurs : 6 266 Arbitrage : Masuya Ueda | Stade Toyota, Toyota Spectateurs : 6 266 Arbitrage : Masuya Ueda |

| 6e journée                   | Nagoya Grampus         | 2 - 1   | Sanfrecce Hiroshima            |                                                                       |                                                                       |
| 18 juin 2023 18h00 UTC+09:00 | Izumi 37e · Ishida 68e | (1 - 0) | 80e Shibasaki                  | Stade Toyota, Toyota Spectateurs : 7 806 Arbitrage : Futoshi Nakamura | Stade Toyota, Toyota Spectateurs : 7 806 Arbitrage : Futoshi Nakamura |
| 18 juin 2023 18h00 UTC+09:00 | Izumi 10e · Takeda 89e | Rapport | 64e Ben Khalifa · 90+2e Aoyama | Stade Toyota, Toyota Spectateurs : 7 806 Arbitrage : Futoshi Nakamura | Stade Toyota, Toyota Spectateurs : 7 806 Arbitrage : Futoshi Nakamura |

| 6e journée                   | Vissel Kobe    | 1 - 3   | Yokohama FC                  |                                                                         |                                                                         |
| 18 juin 2023 18h00 UTC+09:00 | Jean Patric 8e | (1 - 2) | 20e 30e Yamashita · 73e Ryan | Stade du parc Misaki, Kobe Spectateurs : 5 430 Arbitrage : Yusuke Araki | Stade du parc Misaki, Kobe Spectateurs : 5 430 Arbitrage : Yusuke Araki |
| 18 juin 2023 18h00 UTC+09:00 | Ozaki 3e       | Rapport |                              | Stade du parc Misaki, Kobe Spectateurs : 5 430 Arbitrage : Yusuke Araki | Stade du parc Misaki, Kobe Spectateurs : 5 430 Arbitrage : Yusuke Araki |

### Groupe D
| Rang | Équipe          | Pts | J | G | N | P | Bp | Bc | Diff |  | Résultats (▼ dom., ► ext.) | FUK | ANT | NII | REY |
| ---- | --------------- | --- | - | - | - | - | -- | -- | ---- |  | -------------------------- | --- | --- | --- | --- |
| 1    | Avispa Fukuoka  | 13  | 6 | 4 | 1 | 1 | 9  | 6  | +3   |  | Avispa Fukuoka             |     | 2-1 | 1-0 | 3-3 |
| 2    | Kashima Antlers | 10  | 6 | 3 | 1 | 2 | 6  | 4  | +2   |  | Kashima Antlers            | 1-0 |     | 2-0 | 1-0 |
| 3    | Albirex Niigata | 6   | 6 | 2 | 0 | 4 | 6  | 8  | -2   |  | Albirex Niigata            | 1-2 | 1-0 |     | 2-0 |
| 4    | Kashiwa Reysol  | 5   | 6 | 1 | 2 | 3 | 7  | 10 | -3   |  | Kashiwa Reysol             | 0-1 | 1-1 | 3-2 |     |

| 1re journée                 | Kashiwa Reysol              | 1 - 1   | Kashima Antlers           |                                                                     |                                                                     |
| 8 mars 2023 19h00 UTC+09:00 | Hosoya 90e                  | (0 - 1) | 22e Matsumura             | Stade Kashiwa, Kashiwa Spectateurs : 6 674 Arbitrage : Takuto Okabe | Stade Kashiwa, Kashiwa Spectateurs : 6 674 Arbitrage : Takuto Okabe |
| 8 mars 2023 19h00 UTC+09:00 | Toshima 57e · Shiihashi 83e | Rapport | 45+3e Sekigawa · 87e Nago | Stade Kashiwa, Kashiwa Spectateurs : 6 674 Arbitrage : Takuto Okabe | Stade Kashiwa, Kashiwa Spectateurs : 6 674 Arbitrage : Takuto Okabe |

| 1re journée                 | Avispa Fukuoka | 1 - 0   | Albirex Niigata |                                                                        |                                                                        |
| 8 mars 2023 19h00 UTC+09:00 | Tsuruno 59e    | (0 - 0) |                 | Level5 Stadium, Fukuoka Spectateurs : 3 092 Arbitrage : Hayato Shimizu | Level5 Stadium, Fukuoka Spectateurs : 3 092 Arbitrage : Hayato Shimizu |
| 8 mars 2023 19h00 UTC+09:00 | Sato 42e       | Rapport |                 | Level5 Stadium, Fukuoka Spectateurs : 3 092 Arbitrage : Hayato Shimizu | Level5 Stadium, Fukuoka Spectateurs : 3 092 Arbitrage : Hayato Shimizu |

| 2e journée                   | Albirex Niigata | 1 - 0   | Kashima Antlers            |                                                                         |                                                                         |
| 26 mars 2023 14h00 UTC+09:00 | Akiyama 52e     | (0 - 0) |                            | Stade Denka, Niigata Spectateurs : 12 294 Arbitrage : Yoshimi Yamashita | Stade Denka, Niigata Spectateurs : 12 294 Arbitrage : Yoshimi Yamashita |
| 26 mars 2023 14h00 UTC+09:00 |                 | Rapport | 44e Tsunemoto · 73e Pituca | Stade Denka, Niigata Spectateurs : 12 294 Arbitrage : Yoshimi Yamashita | Stade Denka, Niigata Spectateurs : 12 294 Arbitrage : Yoshimi Yamashita |

| 2e journée                   | Avispa Fukuoka                          | 3 - 3   | Kashiwa Reysol              |                                                                           |                                                                           |
| 26 mars 2023 15h00 UTC+09:00 | Yamagishi 29e · Lukian 79e · Yuzawa 90e | (1 - 2) | 13e Tsuchiya · 16e 67e Grot | Level5 Stadium, Fukuoka Spectateurs : 3 611 Arbitrage : Kazuyoshi Enomoto | Level5 Stadium, Fukuoka Spectateurs : 3 611 Arbitrage : Kazuyoshi Enomoto |
| 26 mars 2023 15h00 UTC+09:00 | Rapport                                 |         |                             | Level5 Stadium, Fukuoka Spectateurs : 3 611 Arbitrage : Kazuyoshi Enomoto | Level5 Stadium, Fukuoka Spectateurs : 3 611 Arbitrage : Kazuyoshi Enomoto |

| 3e journée                   | Kashima Antlers | 1 - 0   | Avispa Fukuoka |                                                                          |                                                                          |
| 5 avril 2023 19h00 UTC+09:00 | Araki 32e       | (1 - 0) |                | Stade de Kashima, Kashima Spectateurs : 5 571 Arbitrage : Hayato Shimizu | Stade de Kashima, Kashima Spectateurs : 5 571 Arbitrage : Hayato Shimizu |
| 5 avril 2023 19h00 UTC+09:00 |                 | Rapport | 63e Grolli     | Stade de Kashima, Kashima Spectateurs : 5 571 Arbitrage : Hayato Shimizu | Stade de Kashima, Kashima Spectateurs : 5 571 Arbitrage : Hayato Shimizu |

| 3e journée                   | Albirex Niigata       | 2 - 0   | Kashiwa Reysol |                                                                       |                                                                       |
| 5 avril 2023 19h00 UTC+09:00 | Matsuda 6e · Komi 16e | (2 - 0) |                | Stade Denka, Niigata Spectateurs : 8 081 Arbitrage : Yuichi Nishimura | Stade Denka, Niigata Spectateurs : 8 081 Arbitrage : Yuichi Nishimura |
| 5 avril 2023 19h00 UTC+09:00 |                       | Rapport | 68e Grot       | Stade Denka, Niigata Spectateurs : 8 081 Arbitrage : Yuichi Nishimura | Stade Denka, Niigata Spectateurs : 8 081 Arbitrage : Yuichi Nishimura |

| 4e journée                    | Kashiwa Reysol                          | 3 - 2   | Albirex Niigata                         |                                                                     |                                                                     |
| 19 avril 2023 19h00 UTC+09:00 | Muto 17e · Hosoya 47e · Yamada 53e      | (1 - 2) | 22e Matsuda · 29e Taniguchi             | Stade Kashiwa, Kashiwa Spectateurs : 4 650 Arbitrage : Shu Kawamata | Stade Kashiwa, Kashiwa Spectateurs : 4 650 Arbitrage : Shu Kawamata |
| 19 avril 2023 19h00 UTC+09:00 | Tanaka 14e · Toshima 47e · Takamine 57e | Rapport | 33e Chiba · 39e Hasegawa · 90+3e Takagi | Stade Kashiwa, Kashiwa Spectateurs : 4 650 Arbitrage : Shu Kawamata | Stade Kashiwa, Kashiwa Spectateurs : 4 650 Arbitrage : Shu Kawamata |

| 4e journée                    | Avispa Fukuoka              | 2 - 1   | Kashima Antlers |                                                                     |                                                                     |
| 19 avril 2023 19h00 UTC+09:00 | Jogo 14e · Wellington 90+3e | (1 - 1) | 31e Caíke       | Level5 Stadium, Fukuoka Spectateurs : 3 520 Arbitrage : Masuya Ueda | Level5 Stadium, Fukuoka Spectateurs : 3 520 Arbitrage : Masuya Ueda |
| 19 avril 2023 19h00 UTC+09:00 | Grolli 85e                  | Rapport | 90e Sekigawa    | Level5 Stadium, Fukuoka Spectateurs : 3 520 Arbitrage : Masuya Ueda | Level5 Stadium, Fukuoka Spectateurs : 3 520 Arbitrage : Masuya Ueda |

| 5e journée                  | Kashima Antlers | 1 - 0   | Kashiwa Reysol |                                                                            |                                                                            |
| 24 mai 2023 19h00 UTC+09:00 | Caíke 68e       | (0 - 0) |                | Stade de Kashima, Kashima Spectateurs : 6 134 Arbitrage : Yuichi Nishimura | Stade de Kashima, Kashima Spectateurs : 6 134 Arbitrage : Yuichi Nishimura |
| 24 mai 2023 19h00 UTC+09:00 | Kim 73e         | Rapport |                | Stade de Kashima, Kashima Spectateurs : 6 134 Arbitrage : Yuichi Nishimura | Stade de Kashima, Kashima Spectateurs : 6 134 Arbitrage : Yuichi Nishimura |

| 5e journée                  | Albirex Niigata   | 1 - 2   | Avispa Fukuoka                              |                                                                   |                                                                   |
| 24 mai 2023 19h00 UTC+09:00 | Gustavo Nescau 4e | (1 - 0) | 77e Tsuruno · 86e Oda                       | Stade Denka, Niigata Spectateurs : 7 879 Arbitrage : Takuto Okabe | Stade Denka, Niigata Spectateurs : 7 879 Arbitrage : Takuto Okabe |
| 24 mai 2023 19h00 UTC+09:00 |                   | Rapport | 36e Jogo · 46e Mikuni · 54e Inoue · 71e Mae | Stade Denka, Niigata Spectateurs : 7 879 Arbitrage : Takuto Okabe | Stade Denka, Niigata Spectateurs : 7 879 Arbitrage : Takuto Okabe |

| 6e journée                   | Kashima Antlers        | 2 - 0   | Albirex Niigata |                                                                           |                                                                           |
| 18 juin 2023 18h00 UTC+09:00 | Nakama 3e · Someno 12e | (2 - 0) |                 | Stade de Kashima, Kashima Spectateurs : 9 652 Arbitrage : Akihiko Ikeuchi | Stade de Kashima, Kashima Spectateurs : 9 652 Arbitrage : Akihiko Ikeuchi |
| 18 juin 2023 18h00 UTC+09:00 |                        | Rapport | 67e Nescau      | Stade de Kashima, Kashima Spectateurs : 9 652 Arbitrage : Akihiko Ikeuchi | Stade de Kashima, Kashima Spectateurs : 9 652 Arbitrage : Akihiko Ikeuchi |

| 6e journée                   | Kashiwa Reysol | 0 - 1   | Avispa Fukuoka            |                                                                      |                                                                      |
| 18 juin 2023 18h00 UTC+09:00 |                | (0 - 1) | 12e Wellington            | Stade Kashiwa, Kashiwa Spectateurs : 4 986 Arbitrage : Hajime Matsuo | Stade Kashiwa, Kashiwa Spectateurs : 4 986 Arbitrage : Hajime Matsuo |
| 18 juin 2023 18h00 UTC+09:00 | Mitsumaru 86e  | Rapport | 39e Mikuni · 56e Nagaishi | Stade Kashiwa, Kashiwa Spectateurs : 4 986 Arbitrage : Hajime Matsuo | Stade Kashiwa, Kashiwa Spectateurs : 4 986 Arbitrage : Hajime Matsuo |

### Groupe E
| Rang | Équipe       | Pts | J | G | N | P | Bp | Bc | Diff |  | Résultats (▼ dom., ► ext.) | GOSA | FCT | KYO | COSA |
| ---- | ------------ | --- | - | - | - | - | -- | -- | ---- |  | -------------------------- | ---- | --- | --- | ---- |
| 1    | Gamba Osaka  | 10  | 6 | 3 | 1 | 2 | 8  | 4  | +4   |  | Gamba Osaka                |      | 3-0 | 0-1 | 1-1  |
| 2    | FC Tokyo     | 10  | 6 | 3 | 1 | 2 | 9  | 5  | +4   |  | FC Tokyo                   | 1-0  |     | 5-0 | 0-0  |
| 3    | Kyoto Sanga  | 9   | 6 | 3 | 0 | 3 | 9  | 11 | -2   |  | Kyoto Sanga                | 1-3  | 1-3 |     | 4-0  |
| 4    | Cerezo Osaka | 5   | 6 | 1 | 2 | 3 | 2  | 8  | -6   |  | Cerezo Osaka               | 0-1  | 1-0 | 0-2 |      |

| 1re journée                 | Kyoto Sanga  | 1 - 3   | Gamba Osaka                          |                                                                                 |                                                                                 |
| 8 mars 2023 19h00 UTC+09:00 | Yamasaki 34e | (1 - 2) | 30e Fukuda · 42e Dawhan · 79e Ishige | Stade Sanga by Kyocera, Kameoka Spectateurs : 6 598 Arbitrage : Hirokazu Otsubo | Stade Sanga by Kyocera, Kameoka Spectateurs : 6 598 Arbitrage : Hirokazu Otsubo |
| 8 mars 2023 19h00 UTC+09:00 | Araki 52e    | Rapport | 56e Handa                            | Stade Sanga by Kyocera, Kameoka Spectateurs : 6 598 Arbitrage : Hirokazu Otsubo | Stade Sanga by Kyocera, Kameoka Spectateurs : 6 598 Arbitrage : Hirokazu Otsubo |

| 1re journée                 | Cerezo Osaka | 1 - 0   | FC Tokyo     |                                                                                    |                                                                                    |
| 8 mars 2023 19h00 UTC+09:00 | Capixaba 86e | (0 - 0) |              | Stade de football de Nagai, Osaka Spectateurs : 10 615 Arbitrage : Akihiko Ikeuchi | Stade de football de Nagai, Osaka Spectateurs : 10 615 Arbitrage : Akihiko Ikeuchi |
| 8 mars 2023 19h00 UTC+09:00 |              | Rapport | 52e Trevisan | Stade de football de Nagai, Osaka Spectateurs : 10 615 Arbitrage : Akihiko Ikeuchi | Stade de football de Nagai, Osaka Spectateurs : 10 615 Arbitrage : Akihiko Ikeuchi |

| 2e journée                   | FC Tokyo                                                   | 5 - 0   | Kyoto Sanga                |                                                                     |                                                                     |
| 26 mars 2023 15h00 UTC+09:00 | Perotti 15e 55e · Trevisan 25e · Adaílton 59e · Kumata 75e | (2 - 0) |                            | Stade Ajinomoto, Tokyo Spectateurs : 8 662 Arbitrage : Takuto Okabe | Stade Ajinomoto, Tokyo Spectateurs : 8 662 Arbitrage : Takuto Okabe |
| 26 mars 2023 15h00 UTC+09:00 |                                                            | Rapport | 45+1e Fukuda · 86e Matsuda | Stade Ajinomoto, Tokyo Spectateurs : 8 662 Arbitrage : Takuto Okabe | Stade Ajinomoto, Tokyo Spectateurs : 8 662 Arbitrage : Takuto Okabe |

| 2e journée                   | Gamba Osaka                                     | 1 - 1   | Cerezo Osaka                         |                                                                                    |                                                                                    |
| 26 mars 2023 19h00 UTC+09:00 | Meshino 90+1e                                   | (0 - 0) | 52e Maikuma                          | Stade de football de Suita, Suita Spectateurs : 26 110 Arbitrage : Hiroki Kasahara | Stade de football de Suita, Suita Spectateurs : 26 110 Arbitrage : Hiroki Kasahara |
| 26 mars 2023 19h00 UTC+09:00 | Egawa 38e · Dawhan 61e · Suzuki 76e · Alano 83e | Rapport | 15e Matsuda · 21e Ceará · 69e Jonjić | Stade de football de Suita, Suita Spectateurs : 26 110 Arbitrage : Hiroki Kasahara | Stade de football de Suita, Suita Spectateurs : 26 110 Arbitrage : Hiroki Kasahara |

| 3e journée                   | Kyoto Sanga                                       | 4 - 0   | Cerezo Osaka |                                                                              |                                                                              |
| 5 avril 2023 19h00 UTC+09:00 | Matsuda 6e · Hiraga 8e · Ichimi 21e · Yachida 52e | (3 - 0) |              | Stade Sanga by Kyocera, Kameoka Spectateurs : 5 156 Arbitrage : Ryo Tanimoto | Stade Sanga by Kyocera, Kameoka Spectateurs : 5 156 Arbitrage : Ryo Tanimoto |
| 5 avril 2023 19h00 UTC+09:00 | Iyoha 14e, 55e · Yachida 33e                      | Rapport |              | Stade Sanga by Kyocera, Kameoka Spectateurs : 5 156 Arbitrage : Ryo Tanimoto | Stade Sanga by Kyocera, Kameoka Spectateurs : 5 156 Arbitrage : Ryo Tanimoto |

| 3e journée                   | Gamba Osaka                     | 3 - 0   | FC Tokyo |                                                                                      |                                                                                      |
| 5 avril 2023 19h00 UTC+09:00 | Sugiyama 43e 90+1e · Fukuda 87e | (1 - 0) |          | Stade de football de Suita, Suita Spectateurs : 6 757 Arbitrage : Koichiro Fukushima | Stade de football de Suita, Suita Spectateurs : 6 757 Arbitrage : Koichiro Fukushima |
| 5 avril 2023 19h00 UTC+09:00 | Rapport                         |         |          | Stade de football de Suita, Suita Spectateurs : 6 757 Arbitrage : Koichiro Fukushima | Stade de football de Suita, Suita Spectateurs : 6 757 Arbitrage : Koichiro Fukushima |

| 4e journée                    | FC Tokyo                    | 1 - 0   | Gamba Osaka  |                                                                     |                                                                     |
| 19 avril 2023 19h00 UTC+09:00 | Tsukagawa 74e               | (0 - 0) |              | Stade Ajinomoto, Tokyo Spectateurs : 8 117 Arbitrage : Takuto Okabe | Stade Ajinomoto, Tokyo Spectateurs : 8 117 Arbitrage : Takuto Okabe |
| 19 avril 2023 19h00 UTC+09:00 | Nagatomo 60e · Trevisan 89e | Rapport | 71e Yamamoto | Stade Ajinomoto, Tokyo Spectateurs : 8 117 Arbitrage : Takuto Okabe | Stade Ajinomoto, Tokyo Spectateurs : 8 117 Arbitrage : Takuto Okabe |

| 4e journée                    | Cerezo Osaka | 0 - 2   | Kyoto Sanga               |                                                                                  |                                                                                  |
| 19 avril 2023 19h00 UTC+09:00 |              | (0 - 1) | 21e Yamasaki · 84e Yamada | Stade de football de Nagai, Osaka Spectateurs : 6 717 Arbitrage : Yudai Yamamoto | Stade de football de Nagai, Osaka Spectateurs : 6 717 Arbitrage : Yudai Yamamoto |
| 19 avril 2023 19h00 UTC+09:00 |              | Rapport | 58e Bóia · 79e Misawa     | Stade de football de Nagai, Osaka Spectateurs : 6 717 Arbitrage : Yudai Yamamoto | Stade de football de Nagai, Osaka Spectateurs : 6 717 Arbitrage : Yudai Yamamoto |

| 5e journée                  | FC Tokyo   | 0 - 0   | Cerezo Osaka                          |                                                                     |                                                                     |
| 24 mai 2023 19h00 UTC+09:00 |            | (0 - 0) |                                       | Stade Ajinomoto, Tokyo Spectateurs : 8 376 Arbitrage : Shu Kawamata | Stade Ajinomoto, Tokyo Spectateurs : 8 376 Arbitrage : Shu Kawamata |
| 24 mai 2023 19h00 UTC+09:00 | Kimoto 43e | Rapport | 51e Capixaba · 54e Suzuki · 78e Ceará | Stade Ajinomoto, Tokyo Spectateurs : 8 376 Arbitrage : Shu Kawamata | Stade Ajinomoto, Tokyo Spectateurs : 8 376 Arbitrage : Shu Kawamata |

| 5e journée                  | Gamba Osaka                                      | 0 - 1   | Kyoto Sanga                                     |                                                                                   |                                                                                   |
| 24 mai 2023 19h00 UTC+09:00 |                                                  | (0 - 1) | 19e (pen.) Kinoshita                            | Stade de football de Suita, Suita Spectateurs : 7 804 Arbitrage : Hiroki Kasahara | Stade de football de Suita, Suita Spectateurs : 7 804 Arbitrage : Hiroki Kasahara |
| 24 mai 2023 19h00 UTC+09:00 | Suzuki 14e · Fukuda 31e · Egawa 39e · Sato 90+4e | Rapport | 8e Tawiah · 46e Hirato · 79e Kimura · 90+1e Ota | Stade de football de Suita, Suita Spectateurs : 7 804 Arbitrage : Hiroki Kasahara | Stade de football de Suita, Suita Spectateurs : 7 804 Arbitrage : Hiroki Kasahara |

| 6e journée                   | Kyoto Sanga | 1 - 3   | FC Tokyo                                   |                                                                                 |                                                                                 |
| 18 juin 2023 18h00 UTC+09:00 | Hirato 18e  | (1 - 2) | 8e Morishige · 26e Nakagawa · 49e Oliveira | Stade Sanga by Kyocera, Kameoka Spectateurs : 6 259 Arbitrage : Yoshiro Imamura | Stade Sanga by Kyocera, Kameoka Spectateurs : 6 259 Arbitrage : Yoshiro Imamura |
| 18 juin 2023 18h00 UTC+09:00 | Sato 34e    | Rapport | 36e Morishige · 83e Nozawa                 | Stade Sanga by Kyocera, Kameoka Spectateurs : 6 259 Arbitrage : Yoshiro Imamura | Stade Sanga by Kyocera, Kameoka Spectateurs : 6 259 Arbitrage : Yoshiro Imamura |

| 6e journée                   | Cerezo Osaka              | 0 - 1   | Gamba Osaka |                                                                                    |                                                                                    |
| 18 juin 2023 18h00 UTC+09:00 |                           | (0 - 1) | 37e Handa   | Stade de football de Nagai, Osaka Spectateurs : 18 061 Arbitrage : Hiroyuki Kimura | Stade de football de Nagai, Osaka Spectateurs : 18 061 Arbitrage : Hiroyuki Kimura |
| 18 juin 2023 18h00 UTC+09:00 | Kitano 43e · Nishio 90+1e | Rapport |             | Stade de football de Nagai, Osaka Spectateurs : 18 061 Arbitrage : Hiroyuki Kimura | Stade de football de Nagai, Osaka Spectateurs : 18 061 Arbitrage : Hiroyuki Kimura |

### Meilleurs deuxième
| Rang | Équipe                            | Pts | J | G | N | P | Bp | Bc | Diff |
| ---- | --------------------------------- | --- | - | - | - | - | -- | -- | ---- |
| 1    | FC Tokyo (Gr.E)                   | 10  | 6 | 3 | 1 | 2 | 9  | 5  | +4   |
| 2    | Hokkaido Consadole Sapporo (Gr.A) | 10  | 6 | 3 | 1 | 2 | 13 | 10 | +3   |
| 3    | Kashima Antlers (Gr.D)            | 10  | 6 | 3 | 1 | 2 | 6  | 4  | +2   |
| 4    | Sanfrecce Hiroshima (Gr.C)        | 9   | 6 | 3 | 0 | 3 | 12 | 7  | +5   |
| 5    | Shimizu S-Pulse (Gr.B)            | 8   | 6 | 2 | 2 | 2 | 8  | 15 | -7   |

## Phase finale
Les cinq vainqueurs des phases de Groupes et les trois meilleurs deuxième participants pour les quarts de finale.

### Quarts de finale
| Équipe                     | Aller | Total | Retour   | Équipe              |
| -------------------------- | ----- | ----- | -------- | ------------------- |
| Nagoya Grampus             | 1 - 1 | 3 - 2 | 2 - 1 ap | Kashima Antlers     |
| FC Tokyo                   | 1 - 0 | 1 - 2 | 0 - 2    | Avispa Fukuoka      |
| Gamba Osaka                | 0 - 1 | 0 - 4 | 0 - 3    | Urawa Red Diamonds  |
| Hokkaido Consadole Sapporo | 3 - 2 | 3 - 5 | 0 - 3    | Yokohama F. Marinos |

| Match aller                      | Nagoya Grampus                                      | 1 - 1   | Kashima Antlers |                                                                     |                                                                     |
| 6 septembre 2023 19h30 UTC+09:00 | Kubo 90+4e                                          | (0 - 0) | 49e Matsumura   | Stade Toyota, Toyota Spectateurs : 8 089 Arbitrage : Yudai Yamamoto | Stade Toyota, Toyota Spectateurs : 8 089 Arbitrage : Yudai Yamamoto |
| 6 septembre 2023 19h30 UTC+09:00 | Fujii 27e · Nakatani 42e · Junker 50e · Inagaki 53e | Rapport |                 | Stade Toyota, Toyota Spectateurs : 8 089 Arbitrage : Yudai Yamamoto | Stade Toyota, Toyota Spectateurs : 8 089 Arbitrage : Yudai Yamamoto |

| Match retour                      | Kashima Antlers         | 1 - 2 ap              | Nagoya Grampus                         |                                                                             |                                                                             |
| 10 septembre 2023 18h00 UTC+09:00 | Nakama 51e              | (0 - 1, 1 - 1, 1 - 1) | 3e Nakashima · 119e Yoshida            | Stade de Kashima, Kashima Spectateurs : 14 310 Arbitrage : Yuichi Nishimura | Stade de Kashima, Kashima Spectateurs : 14 310 Arbitrage : Yuichi Nishimura |
| 10 septembre 2023 18h00 UTC+09:00 | Pituca 15e · Nakama 62e | Rapport               | 12e Nakashima · 41e Nagai · 78e Uchida | Stade de Kashima, Kashima Spectateurs : 14 310 Arbitrage : Yuichi Nishimura | Stade de Kashima, Kashima Spectateurs : 14 310 Arbitrage : Yuichi Nishimura |

| Match aller                      | FC Tokyo                | 1 - 0   | Avispa Fukuoka                                      |                                                                       |                                                                       |
| 6 septembre 2023 19h00 UTC+09:00 | Adaílton 16e            | (1 - 0) |                                                     | Stade Ajinomoto, Tokyo Spectateurs : 5 565 Arbitrage : Hayato Shimizu | Stade Ajinomoto, Tokyo Spectateurs : 5 565 Arbitrage : Hayato Shimizu |
| 6 septembre 2023 19h00 UTC+09:00 | Kumata 27e · Słowik 89e | Rapport | 40e Grolli · 68e Sato · 90+1e Miya · 90+1e Ideguchi | Stade Ajinomoto, Tokyo Spectateurs : 5 565 Arbitrage : Hayato Shimizu | Stade Ajinomoto, Tokyo Spectateurs : 5 565 Arbitrage : Hayato Shimizu |

| Match retour                      | Avispa Fukuoka                        | 2 - 0   | FC Tokyo                  |                                                                            |                                                                            |
| 10 septembre 2023 19h00 UTC+09:00 | Yuya Yamagishi 38e · Itsuki Oda 45+3e | (2 - 0) |                           | Best Denki Stadium, Fukuoka Spectateurs : 8 659 Arbitrage : Yudai Yamamoto | Best Denki Stadium, Fukuoka Spectateurs : 8 659 Arbitrage : Yudai Yamamoto |
| 10 septembre 2023 19h00 UTC+09:00 | Grolli 66e · Yamagishi 90+2e          | Rapport | 12e Trevisan · 62e Shirai | Best Denki Stadium, Fukuoka Spectateurs : 8 659 Arbitrage : Yudai Yamamoto | Best Denki Stadium, Fukuoka Spectateurs : 8 659 Arbitrage : Yudai Yamamoto |

| Match aller                      | Gamba Osaka             | 0 - 1   | Urawa Red Diamonds         |                                                                                     |                                                                                     |
| 6 septembre 2023 19h00 UTC+09:00 |                         | (0 - 0) | 46e Schalk                 | Stade de football de Suita, Suita Spectateurs : 9 363 Arbitrage : Takafumi Mikuriya | Stade de football de Suita, Suita Spectateurs : 9 363 Arbitrage : Takafumi Mikuriya |
| 6 septembre 2023 19h00 UTC+09:00 | Sato 64e · Kurokawa 67e | Rapport | 53e Hayakawa · 88e Niekawa | Stade de football de Suita, Suita Spectateurs : 9 363 Arbitrage : Takafumi Mikuriya | Stade de football de Suita, Suita Spectateurs : 9 363 Arbitrage : Takafumi Mikuriya |

| Match retour                      | Urawa Red Diamonds          | 3 - 0   | Gamba Osaka |                                                                                 |                                                                                 |
| 10 septembre 2023 19h00 UTC+09:00 | Linssen 8e 63e · Schalk 86e | (1 - 0) |             | Stade Saitama 2002, Saitama Spectateurs : 21 467 Arbitrage : Koichiro Fukushima | Stade Saitama 2002, Saitama Spectateurs : 21 467 Arbitrage : Koichiro Fukushima |
| 10 septembre 2023 19h00 UTC+09:00 | Iwanami 29e                 | Rapport | 28e Jebali  | Stade Saitama 2002, Saitama Spectateurs : 21 467 Arbitrage : Koichiro Fukushima | Stade Saitama 2002, Saitama Spectateurs : 21 467 Arbitrage : Koichiro Fukushima |

| Match aller                      | Hokkaido Consadole Sapporo       | 3 - 2   | Yokohama F. Marinos                       |                                                                     |                                                                     |
| 6 septembre 2023 19h00 UTC+09:00 | Okamura 27e · Ogashiwa 74e 90+5e | (1 - 1) | 8e Uenaka · 48e Mizunuma                  | Sapporo Dome, Sapporo Spectateurs : 7 566 Arbitrage : Hajime Matsuo | Sapporo Dome, Sapporo Spectateurs : 7 566 Arbitrage : Hajime Matsuo |
| 6 septembre 2023 19h00 UTC+09:00 | Tanaka 1e · Arano 86e            | Rapport | 6e, 58e Inoue · 25e Yamane · 84e Ichimori | Sapporo Dome, Sapporo Spectateurs : 7 566 Arbitrage : Hajime Matsuo | Sapporo Dome, Sapporo Spectateurs : 7 566 Arbitrage : Hajime Matsuo |

| Match retour                     | Yokohama F. Marinos                | 3 - 0   | Hokkaido Consadole Sapporo                     |                                                                                              |                                                                                              |
| 9 septembre 2023 18h00 UTC+09:00 | Mizunuma 32e · Lopes 48e · Nam 50e | (1 - 0) |                                                | NHK Spring Mitsuzawa Football Stadium, Yokohama Spectateurs : 10 423 Arbitrage : Jumpei Iida | NHK Spring Mitsuzawa Football Stadium, Yokohama Spectateurs : 10 423 Arbitrage : Jumpei Iida |
| 9 septembre 2023 18h00 UTC+09:00 | Nagato 37e · Nishimura 90+7e       | Rapport | 45e, 90+5e Komai · 76e Miyazawa · 80e Nakamura | NHK Spring Mitsuzawa Football Stadium, Yokohama Spectateurs : 10 423 Arbitrage : Jumpei Iida | NHK Spring Mitsuzawa Football Stadium, Yokohama Spectateurs : 10 423 Arbitrage : Jumpei Iida |

### Demi-finales
| Équipe              | Aller | Total | Retour | Équipe             |
| ------------------- | ----- | ----- | ------ | ------------------ |
| Avispa Fukuoka      | 1 - 0 | 2 - 0 | 1 - 0  | Nagoya Grampus     |
| Yokohama F. Marinos | 1 - 0 | 1 - 2 | 0 - 2  | Urawa Red Diamonds |

| Match aller                     | Avispa Fukuoka           | 1 - 0   | Nagoya Grampus                 |                                                                       |                                                                       |
| 11 octobre 2023 19h00 UTC+09:00 | Tsuruno 45+3e            | (1 - 0) |                                | Stade Best Denki, Fukuoka Spectateurs : 6 980 Arbitrage : Jumpei Iida | Stade Best Denki, Fukuoka Spectateurs : 6 980 Arbitrage : Jumpei Iida |
| 11 octobre 2023 19h00 UTC+09:00 | Konno 67e · Kamekawa 73e | Rapport | 79e Maruyama · 90+6e Morishita | Stade Best Denki, Fukuoka Spectateurs : 6 980 Arbitrage : Jumpei Iida | Stade Best Denki, Fukuoka Spectateurs : 6 980 Arbitrage : Jumpei Iida |

| Match retour                    | Nagoya Grampus | 0 - 1   | Avispa Fukuoka |                                                                       |                                                                       |
| 15 octobre 2023 15h00 UTC+09:00 |                | (0 - 1) | 5e Wellington  | Stade Toyota, Toyota Spectateurs : 24 876 Arbitrage : Yoshiro Imamura | Stade Toyota, Toyota Spectateurs : 24 876 Arbitrage : Yoshiro Imamura |
| 15 octobre 2023 15h00 UTC+09:00 | Fujii 63e      | Rapport |                | Stade Toyota, Toyota Spectateurs : 24 876 Arbitrage : Yoshiro Imamura | Stade Toyota, Toyota Spectateurs : 24 876 Arbitrage : Yoshiro Imamura |

| Match aller                     | Yokohama F. Marinos                   | 1 - 0   | Urawa Red Diamonds              |                                                                         |                                                                         |
| 11 octobre 2023 19h00 UTC+09:00 | Lopes 61e (pen.)                      | (0 - 0) |                                 | Stade Nissan, Yokohama Spectateurs : 13 337 Arbitrage : Akihiko Ikeuchi | Stade Nissan, Yokohama Spectateurs : 13 337 Arbitrage : Akihiko Ikeuchi |
| 11 octobre 2023 19h00 UTC+09:00 | Matsubara 44e · Kida 72e · Uenaka 89e | Rapport | 45+2e, 90+5e Sakai · 58e Sekine | Stade Nissan, Yokohama Spectateurs : 13 337 Arbitrage : Akihiko Ikeuchi | Stade Nissan, Yokohama Spectateurs : 13 337 Arbitrage : Akihiko Ikeuchi |

| Match retour                    | Urawa Red Diamonds             | 2 - 0   | Yokohama F. Marinos      |                                                                           |                                                                           |
| 15 octobre 2023 17h00 UTC+09:00 | Scholz 63e (pen.) 90+1e (pen.) | (0 - 0) |                          | Stade Saitama 2002, Saitama Spectateurs : 29 504 Arbitrage : Ryo Tanimoto | Stade Saitama 2002, Saitama Spectateurs : 29 504 Arbitrage : Ryo Tanimoto |
| 15 octobre 2023 17h00 UTC+09:00 | Ogiwara 22e · Kanté 82e        | Rapport | 56e Élber · 90+2e Uenaka | Stade Saitama 2002, Saitama Spectateurs : 29 504 Arbitrage : Ryo Tanimoto | Stade Saitama 2002, Saitama Spectateurs : 29 504 Arbitrage : Ryo Tanimoto |

### Finale
| Fukuoka ·         |                      |  |
| Titulaires :      |                      |  |
|                   |                      |  |
| 01                | Takumi Nagaishi      |  |
| 33                | Douglas Grolli       |  |
| 03                | Tatsuki Nara         |  |
| 05                | Daiki Miya 89e       |  |
| 02                | Masato Yuzawa 76e    |  |
| 99                | Ideguchi             |  |
| 44                | Kimiya Moriyama 46e  |  |
| 29                | Yōta Maejima         |  |
| 08                | Kazuya Konno 72e     |  |
| 06                | Hiroyuki Mae         |  |
| 11                | Yuya Yamagishi 89e   |  |
|                   |                      |  |
| Remplaçants :     |                      |  |
| 31                | Masaaki Murakami     |  |
| 37                | Masaya Tashiro 89e   |  |
| 16                | Itsuki Oda 76e       |  |
| 17                | Shun Nakamura 72e    |  |
| 07                | Takeshi Kanamori 46e |  |
| 28                | Reiju Tsuruno        |  |
| 18                | Wellington 89e       |  |
|                   |                      |  |
| Entraîneur :      |                      |  |
| Shigetoshi Hasebe |                      |  |

| Urawa Red ·   |                       |  |
| Titulaires :  |                       |  |
|               |                       |  |
| 01            | Shusaku Nishikawa     |  |
| 02            | Hiroki Sakai          |  |
| 28            | Alexander Scholz      |  |
| 05            | Marius Høibråten      |  |
| 26            | Takuya Ogiwara        |  |
| 03            | Atsuki Ito 61e        |  |
| 19            | Ken Iwao 80e          |  |
| 18            | Toshiki Takahashi 46e |  |
| 35            | Jumpei Hayakawa 46e   |  |
| 08            | Yoshio Koizumi 61e    |  |
| 11            | José Kanté            |  |
|               |                       |  |
| Remplaçants : |                       |  |
| 16            | Ayumi Niekawa         |  |
| 04            | Takuya Iwanami        |  |
| 15            | Takahiro Akimoto 61e  |  |
| 21            | Tomoaki Okubo 46e     |  |
| 25            | Kaito Yasui 46e       |  |
| 27            | Ekanit Panya 80e      |  |
| 09            | Bryan Linssen 61e     |  |
|               |                       |  |
| Entraîneur :  |                       |  |
| Maciej Skorża |                       |  |

| Fukuoka ·         |                      |  |
| Titulaires :      |                      |  |
|                   |                      |  |
| 01                | Takumi Nagaishi      |  |
| 33                | Douglas Grolli       |  |
| 03                | Tatsuki Nara         |  |
| 05                | Daiki Miya 89e       |  |
| 02                | Masato Yuzawa 76e    |  |
| 99                | Ideguchi             |  |
| 44                | Kimiya Moriyama 46e  |  |
| 29                | Yōta Maejima         |  |
| 08                | Kazuya Konno 72e     |  |
| 06                | Hiroyuki Mae         |  |
| 11                | Yuya Yamagishi 89e   |  |
|                   |                      |  |
| Remplaçants :     |                      |  |
| 31                | Masaaki Murakami     |  |
| 37                | Masaya Tashiro 89e   |  |
| 16                | Itsuki Oda 76e       |  |
| 17                | Shun Nakamura 72e    |  |
| 07                | Takeshi Kanamori 46e |  |
| 28                | Reiju Tsuruno        |  |
| 18                | Wellington 89e       |  |
|                   |                      |  |
| Entraîneur :      |                      |  |
| Shigetoshi Hasebe |                      |  |

| Urawa Red ·   |                       |  |
| Titulaires :  |                       |  |
|               |                       |  |
| 01            | Shusaku Nishikawa     |  |
| 02            | Hiroki Sakai          |  |
| 28            | Alexander Scholz      |  |
| 05            | Marius Høibråten      |  |
| 26            | Takuya Ogiwara        |  |
| 03            | Atsuki Ito 61e        |  |
| 19            | Ken Iwao 80e          |  |
| 18            | Toshiki Takahashi 46e |  |
| 35            | Jumpei Hayakawa 46e   |  |
| 08            | Yoshio Koizumi 61e    |  |
| 11            | José Kanté            |  |
|               |                       |  |
| Remplaçants : |                       |  |
| 16            | Ayumi Niekawa         |  |
| 04            | Takuya Iwanami        |  |
| 15            | Takahiro Akimoto 61e  |  |
| 21            | Tomoaki Okubo 46e     |  |
| 25            | Kaito Yasui 46e       |  |
| 27            | Ekanit Panya 80e      |  |
| 09            | Bryan Linssen 61e     |  |
|               |                       |  |
| Entraîneur :  |                       |  |
| Maciej Skorża |                       |  |

## Statistiques

### Meilleurs buteurs
|    | Buteur          | Club                | Buts | MJ |
| -- | --------------- | ------------------- | ---- | -- |
| 1  | Asahi Uenaka    | Yokohama F. Marinos | 4    | 8  |
| 2  | Noriyoshi Sakai | Nagoya Grampus      | 4    | 4  |
| 3  | Milan Tučić     | Hokkaido Consadole  | 3    | 6  |
| 4  | Bryan Linssen   | Urawa Red Diamonds  | 3    | 7  |
| 5  | Daiya Tono      | Kawasaki Frontale   | 3    | 6  |
| 6  | Naoki Yamada    | Shonan Bellmare     | 3    | 5  |
| 7  | Makoto Mitsuta  | Sanfrecce Hiroshima | 3    | 4  |
| 8  | Sho Sasaki      | Sanfrecce Hiroshima | 3    | 6  |
| 9  | Wellington      | Avispa Fukuoka      | 3    | 10 |
| 10 | Reiju Tsuruno   | Avispa Fukuoka      | 3    | 7  |

| Source : J.LEAGUE YBC Levain CUP Légende Buts. : Nombre de buts marqué MJ : Nombre de matchs joués |

### Meilleurs passeurs
|    | Buteur           | Club                | Pas. | MJ |
| -- | ---------------- | ------------------- | ---- | -- |
| 1  | Kota Mizunuma    | Yokohama F. Marinos | 4    | 9  |
| 2  | Kuryu Matsuki    | FC Tokyo            | 3    | 3  |
| 3  | Daiki Suga       | Hokkaido Consadole  | 2    | 6  |
| 4  | Lucas Fernandes  | Hokkaido Consadole  | 2    | 4  |
| 5  | Hiromu Tanaka    | Hokkaido Consadole  | 2    | 4  |
| 6  | Yuki Kobayashi   | Hokkaido Consadole  | 2    | 3  |
| 7  | Ryōtarō Araki    | Kashima Antlers     | 2    | 5  |
| 8  | Takuya Ogiwara   | Urawa Red Diamonds  | 2    | 10 |
| 9  | Matheus Sávio    | Kashiwa Reysol      | 2    | 6  |
| 10 | Tomoya Koyamatsu | Kashiwa Reysol      | 2    | 2  |

| Source : J.LEAGUE YBC Levain CUP Légende Pas. : Nombre de passes décisives délivrées MJ : Nombre de matchs joués |